# Lage, Grafschaft Bentheim
Lage là một cộng đồng bên sông Dinkel ở huyện Grafschaft Bentheim trong bang Niedersachsen với dân số hơn 1000 người, và thuộc cộng đồng chung (Samtgemeinde) Neuenhaus.